# غزوه حنین
غزوۀ حُنَین نام نبردی است که در وادی حنین بین مسلمانان و قبایل هوازن به رهبری مالک ابن عوف و ثقیف و نیز قبایل بنی هلال و نصر و جشم صورت گرفت. که در آن، مسلمانان به پیروزی رسیدند. این جنگ، پس از فتح مکه رخ داد. محمد به قصد جنگ با این قبایل که بت‌پرست بودند، به سمت حنین حرکت کرد و آنان که از این تصمیم آگاه شده بودند، تصمیم گرفتند در انتهای دره‌ای که گذرگاهی به منطقه حنین بود، پشت صخره‌ها و شکاف کوه‌ها کمین کنند و به محض ورود ارتش اسلام به این درۀ عمیق و طولانی، آنان را زیر رگبار تیر و سنگ بگیرند.
محمد نیز که متوجه دشمن شده بود، از صفوان ابن امیه برای مسلمانان صد زره امانت گرفته بود، خودش نیز دو زره بر تن کرده و کلاهخود بر سر گذاشته بود، و سوار بر اسبی سفید در پشت سر ارتش اسلام حرکت می‌کرد.
مسلمانان شب را در دهانۀ دره استراحت کردند و پیش از روشن شدن هوا وارد گذرگاه حنین شدند. مسلمین که به سختی مورد حمله واقع شده بودند، از هم متفرق شدند و هر کس سراسیمه به سویی می‌دوید و فقط ده نفر از جمله ایمن، علی ابن ابی طالب، عباس ابن عبدالمطلب و هفت نفر دیگر از بنی هاشم در کنار محمد ماندند.
محمد به عمویش عباس گفت به مردم بگو: «ای انصار که پیامبر را یاری کردید و ای کسانی که با او بیعت کردید! به کجا می‌گریزید؟ رسول خدا اینجاست».
سپس دستش را به آسمان بلند کرد و این‌گونه دعا کرد: «بار خدایا! حمد و سپاس از آن توست. هر شکایتی به پیشگاه توست و تو تنها کمک‌کننده هستی». آن‌گاه مشتی سنگریزه به سوی مشرکان پرتاب کرد و آنان را نفرین کرد. بعد سر به آسمان بلند کرد و گفت: «بار خدایا! اگر مسلمانان در این صحنه نابود شوند، تو دیگر پرستش نمی‌شوی».
از طرف دیگر، وقتی انصار صدای عباس عموی محمد را شنیدند، بازگشتند، شمشیرها را از غلاف بیرون کشیدند و لبیک‌گویان آمادۀ نبرد شدند.
محمد با دیدن این صحنه گفت: «اکنون جنگ شدت می‌گیرد و پیروزی از آسمان نازل می‌شود».
مسلمانان این بار کفار را شکست دادند و غنائم فراوانی به دست آنان رسید. دلیل شکست اولیۀ مسلمانان در این نبرد، غرور کاذبی بود که به لشکر ۱۲ هزار نفری خود داشتند. از بی‌نظیرترین صحنه‌های جنگ، دلاوری علی ابن ابی‌طالب بود که با شمشیر دولبهٔ خود (ذوالفقار) تعداد زیادی از کفار را کشت. از مسائل حاشیه‌ساز این نبرد، تقسیم غنائم به دست محمد بوده است؛ به نحوی که به اشراف قریش، سهم بسیار زیاد و بیشتری نسبت به انصار مدینه بخشیده می‌شود، به‌ویژه ابوسفیان و دیگر تازه‌مسلمانان قریش، که موجب طعنه‌زنی و نارضایتی انصار می‌گردد و محمد در خطابه‌ای از آنان دلجویی می‌نماید.
نام این جنگ در کتاب قرآن، سورۀ توبه، آیۀ ۲۵ آمده است.